# Opočno (Trusnov)
Opočno (německy Opotschno) je malá vesnice, část obce Trusnov v okrese Pardubice. Nachází se asi 2,5 km na jih od Trusnova. V roce 2009 zde bylo evidováno 42 adres. V roce 2001 zde trvale žilo 52 obyvatel.
Opočno leží v katastrálním území Opočno nad Loučnou o rozloze 2,78 km².

## Pamětihodnosti
- Přírodní památka Stráň u Trusnova na severovýchodním úbočí vrchu Borek (258 m n. m.)